# Liệt
Liệt là hiện tượng mất chức năng cơ đối với một hay nhiều cơ. Liệt có thể đi kèm với mất cảm giác ở những vùng bị ảnh hưởng nếu như có tổn hại thuộc cảm giác cũng như dây thần kinh vận động. Khoảng 1 trong số 50 người tại Mỹ đã bị chẩn đoán với một dạng liệt nào đó, nhất thời hoặc vĩnh viễn. Thuật ngữ liệt trong tiếng Anh Paralysis tới từ tiếng Hy Lạp παράλυσις, "sự mất khả năng hoạt động của dây thần kinh", trong đó παρά (para) có nghĩa là "bên cạnh" và λύσις (lysis), "sự mất" và cái đó từ λύω (luō), "mất". Liệt đi kèm với hiện tượng run rẩy không tự chủ thì thường được gọi là "palsy".

## Nguyên nhân
Liệt chủ yếu nhất bị gây ra bởi những tổn thương tại hệ thần kinh, đặc biệt là tủy sống. Các nguyên nhân chính khác có thể là tai biến mạch máu não, chấn thương liên quan tới thần kinh, bại liệt, bại não, bệnh thần kinh ngoại biên, bệnh Parkinson, bệnh xơ cứng teo cơ một bên, ngộ độc thịt, tật nứt đốt sống, xơ cứng rải rác và hội chứng Guillain-Barré. Liệt tạm thời diễn ra trong giấc ngủ mắt chuyển động nhanh (REM sleep), và hiện tượng rối loạn của hệ thống này có thể dẫn tới nhiều giai đoạn bóng đè. Các loại thuốc can thiệp vào chức năng thần kinh, ví dụ như nhựa độc cura, cũng có thể gây liệt.
Giả liệt - Pseudoparalysis (pseudo- có nghĩa là "giả, không thật", bắt nguồn từ tiếng Hy Lạp ψεῦδος) là việc hạn chế hoặc ngăn chặn một cách tự nguyện các chuyển động do đau đớn, không phối hợp, cực khoái, hoặc các nguyên nhân khác, và không phải do bị liệt cơ thực sự. Đối với trẻ sơ sinh, nó có thể là một triệu chứng của bệnh giang mai. Giả liệt có thể bị gây ra bởi áp lực thần kinh tột độ, và là một dấu hiệu thường thấy của các bệnh tâm lý ví dụ như chứng rối loạn hoảng sợ.

## Biến thể
Liệt có thể xảy ra dưới dạng cục bộ hoặc tổng quát, hoặc nó có thể theo những quy luật nhất định. Hầu hết các ca liệt gây ra bởi các tổn thương hệ thần kinh (ví dụ tổn thương cột sống) theo tự nhiên sẽ xảy ra ngay lập tức, tuy nhiên, một số dạng liệt theo chu kỳ, bao gồm hiện tượng bóng đè, thì bị gây ra bởi các nhân tố khác.

Liệt có thể xảy ra ở trẻ sơ sinh do một khuyết tật bẩm sinh gọi là tật nứt đốt sống. Tật nứt đốt sống khiến một hoặc nhiều đốt sống thất bại trong việc hình thành các cung xương sống bên trong đứa trẻ, khiến tủy sống lòi ra từ phần còn lại của cột sống. Trong các ca nặng, điều này có thể khiến chức năng tủy sống bên dưới cung cột sống bị thiếu không hoạt động. Hiện tượng mất chức năng cột sống này có thể dẫn tới liệt các chi dưới. Các ca liệt cơ vòng hậu môn ở trẻ nhỏ ghi nhận được đã được quan sát là khi tật nứt cột sống không được chữa trị. Dù đe dọa mạng sống, nhiều ca nứt cột sống có thể được điều chỉnh bằng phẫu thuật nếu được phẫu thuật trong vòng 72 giờ sau khi sinh.

## Động vật khác
Nhiều loài động vật khác sử dụng các độc tố gây liệt để bắt con mồi, tránh kẻ săn mồi, hoặc cả hai. Trong các cơ được kích thích hiện tượng giảm tần số khả năng thu nhỏ thì tỷ lệ thuận với việc giảm khả năng hậu tiếp hợp cũng như là giảm co cơ. Đối với các loài động vật không xương sống, rõ ràng là nọc độc của Microbracon (một chi ong bắp cày) có thể gây ra liệt hệ thần kinh cơ bằng cách hoạt động ở một vị trí tiền tiếp hợp.